# Rekords Rekords
Rekords Rekords — лейбл звукозаписи, основанный Джошом Оммом в 2001 году. Лейбл появился в связи с падением Man’s Ruin Records — лейбла, с которым работал проект Омма The Desert Sessions. С момента образования Rekords Rekords, The Desert Sessions впускает свои компиляции на этом лейбле.

## Сотрудничество
- Алан Джоханнез[2]
- The Desert Sessions
- Eagles of Death Metal
- Fatso Jetson
- Likehell
- Mondo Generator
- Mini Mansions[2]
- Queens of the Stone Age[2]